# Italian Film Export
La Italian Film Export era una società costituita a Roma il 13 luglio del 1951 per iniziativa di un gruppo di produttori cinematografici italiani capeggiati da Renato Gualino, presidente della Lux Film, con lo scopo di far doppiare in inglese film italiani e curare la loro distribuzione all'estero, e principalmente negli USA.
La società, che disponeva di propri studi di doppiaggio a New York nel quartiere Queens, curò fino al 1954 la produzione e la distribuzione di film diretti da Luigi Zampa, Carmine Gallone, Raffaello Matarazzo, Camillo Mastrocinque e Augusto Genina.
Vice Presidente e direttore degli uffici statunitensi della società era l'ingegnere e doppiatore Mauro Zambuto.